# Florac
Florac là một xã trong vùng Occitanie, thuộc tỉnh Lozère, quận Florac, tổng Florac. Tọa độ địa lý của xã là 44° 19' vĩ độ bắc, 03° 35' kinh độ đông. Florac nằm trên độ cao trung bình là 542 mét trên mực nước biển, có điểm thấp nhất là 522 mét và điểm cao nhất là 1.141 mét. Xã có diện tích 29,89 km², dân số vào thời điểm 2003 là 2047 người; mật độ dân số là 67 người/km².

## Thông tin nhân khẩu
| 1936  | 1946  | 1954  | 1962  | 1968  | 1975  | 1982  | 1990  | 1999  |
| ----- | ----- | ----- | ----- | ----- | ----- | ----- | ----- | ----- |
| 1 619 | 1 472 | 1 452 | 1 532 | 1 675 | 1 958 | 2 035 | 2 065 | 1 996 |

## Link
- Florac